# Synagoge (Łaszczów)

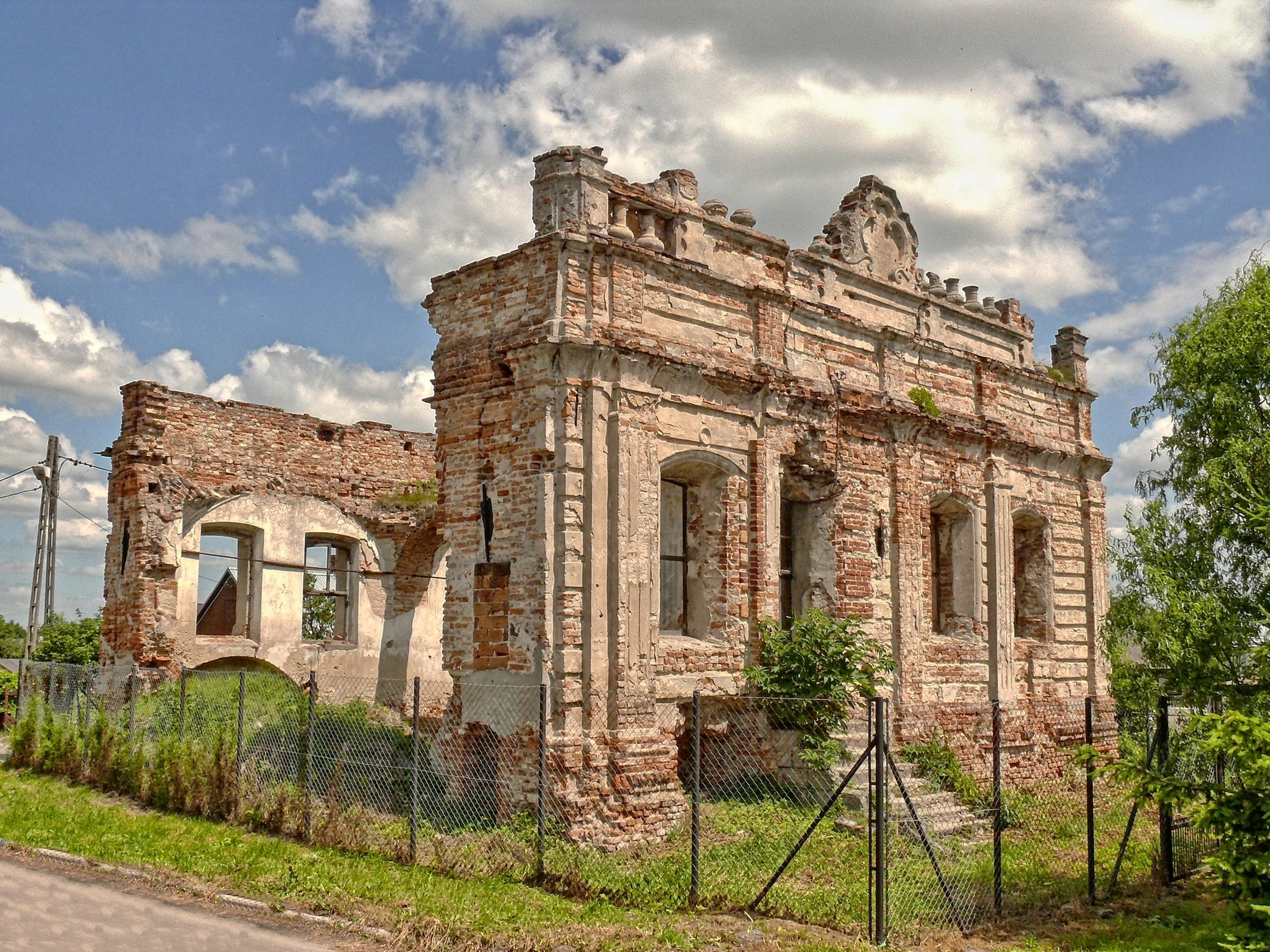
Ruine der Synagoge (2014)

Die Synagoge in Łaszczów, einer Stadt in der polnischen Woiwodschaft Lublin, wurde Ende des 17. Jahrhunderts gebaut. Sie ist heute eine Ruine.

## Geschichte
Mitte des 17. Jahrhunderts wurde in Łaszczów eine hölzerne Synagoge gebaut. Im letzten Drittel des 18. Jahrhunderts kaufte die jüdische Gemeinde Gebäude des im Großen Nordischen Krieg von den Schweden zerstörten Schlosses und baute eines davon ab 1782 zu einer Synagoge um.
Im Zweiten Weltkrieg verwüsteten die deutschen Besatzer die Inneneinrichtung. Dabei wurden auch die Gebetsräume der Frauen abgerissen.
Nach dem Krieg wurde das Gebäude von einer örtlichen Kooperative übernommen und ein zweites Stockwerk eingezogen. Wiederum später diente es als Getreidelager. Heute (2021) stehen nur noch drei Außenwände; auch das Dach ist nicht mehr vorhanden.

## Architektur
Das rechteckige Gebäude hatte ein Walmdach hinter einer Attika. Die Wände waren durch Pilaster unterteilt. An der Ostwand mit dem Toraschrein befindet sich noch heute ein Okulus zwischen den Fensteröffnungen.
Die Bima in der Raummitte stand zwischen vier Säulen, was darauf hindeutet, dass es sich um eine Neun-Felder-Synagoge gehandelt hat. Dieser Baustil tauchte erstmals in der Großen Maharscha-Synagoge in Ostroh und der Großen Vorstadt-Synagoge in Lemberg auf.